# 2019–2020-as spanyol labdarúgó-szuperkupa
A 2019–2020-as spanyol szuperkupa a spanyol labdarúgó-szuperkupa, azaz a Supercopa de España 36. kiírása. Első alkalommal a kupa történetében az előző szezon bajnokán és kupagyőztesén kívül még két csapat vehetett részt, a bajnokság második helyezettje és a kupadöntős, így négy csapat részvételével rendezték meg Szaúd-Arábiában, Dzsidda városában 2020. január 8-a és 12-e között.
A kupát a Real Madrid nyerte meg, története során 11. alkalommal, miután a döntőben 0–0 döntetlent követően büntetőkkel 4–1 arányban legyőzte az Atlético Madridot.

## Részt vevő csapatok
A 2018-2019-es szezon bajnoka (Barcelona) és kupagyőztese (Valencia) mellett kvalifikálta magát a négyes döntőre a bajnokságban második Atlético Madrid és a harmadik helyen végző Real Madrid is, ugyanis a kupadöntős azonos volt a bajnokkal.
| Csapat             | Kvalifikáció módja                                   | Részvételek száma | Legutóbbi eredmény | Győzelmek és döntők száma | Győzelmek és döntők száma |
| Csapat             | Kvalifikáció módja                                   | Részvételek száma | Legutóbbi eredmény | Kupagyőzelmek száma       | Döntők száma              |
| ------------------ | ---------------------------------------------------- | ----------------- | ------------------ | ------------------------- | ------------------------- |
| Valencia           | A 2019-es Spanyol Kupa győztese                      | 5.                | 2008, döntős       | 1                         | 3                         |
| Barcelona          | 2018–2019-es spanyol bajnokság, bajnok és kupadöntős | 24.               | 2018, kupagyőztes  | 13                        | 10                        |
| Real Madrid        | 2018–2019-es spanyol bajnokság, 3. hely              | 16.               | 2017, kupagyőztes  | 10                        | 5                         |
| Atlético de Madrid | 2018–2019-es spanyol bajnokság, 2. hely              | 7.                | 2014, kupagyőztes  | 2                         | 4                         |

## Sorsolás
Az elődöntők párosításait a spanyol szövetség székházában sorsolták ki 2019. november 11-én.

## Elődöntők
| 2020. január 8. 22:00 UTC+03:00 |

| Valencia   | 1–3               | Real Madrid                   |
| ---------- | ----------------- | ----------------------------- |
| Parejo 92' | (0–2) Jegyzőkönyv | Kroos 15' Isco 39' Modrić 65' |

| Dzsidda Nézőszám: 40 877 Játékvezető: Jesús Gil Manzano |

| 2020. január 9. 22:00 UTC+03:00 |

| Barcelona               | 2–3               | Atlético Madrid                      |
| ----------------------- | ----------------- | ------------------------------------ |
| Messi 51' Griezmann 62' | (0–0) Jegyzőkönyv | Koke 46' Morata 81' (bün) Correa 86' |

| Dzsidda Nézőszám: 58 410 Játékvezető: José Luis González González |

## Döntő
| 2020. január 12. 21:00 |

| Real Madrid                   | 0–0 (h. u.)                 | Atlético Madrid      |
| ----------------------------- | --------------------------- | -------------------- |
|                               | (0–0, 0–0, 0–0) Jegyzőkönyv |                      |
| Büntetőpárbaj                 |                             |                      |
| Carvajal Rodrygo Modrić Ramos | 4–1                         | Saúl Partey Trippier |

| Abdullah király stadion, Dzsidda Nézőszám: 59 053 Játékvezető: José María Sánchez Martínez (spanyol) |

| A 2019-2020-as spanyol labdarúgó-szuperkupa győztese |
| ---------------------------------------------------- |
| Real Madrid 11. cím                                  |